# Max Rüeger
Max Rüeger (* 29. April 1934 in Wädenswil; † 16. Mai 2009 in Zürich) war ein Schweizer Radiomoderator und Autor.

## Werdegang
Max Rüeger wurde nach der Matura und einer Schauspielausbildung in den 1960er Jahren als Radiomoderator bekannt. Für das Schweizer Radio DRS moderierte er Sendungen wie «Autoradio Schweiz», «Espresso» und «Guete Morge». Er war auch Autor von Hörspielen, Unterhaltungssendungen (z. B. «Teleboy»), Kabarettstücken (etwa für das Cabaret Rotstift) und Liedtexten (besonders für das Trio Eugster; Neufassung des Librettos der Kleinen Niederdorfoper mit Werner Wollenberger). 1969 wurde er für das Musical «Holiday in Switzerland» mit der Goldene Rose von Montreux ausgezeichnet. Er war im Deutschen Fernsehen von Zeit zu Zeit in der Quizsendung «Was bin ich?» Mitglied des Rateteams und vertrat dabei seinen Schweizer Kollegen Guido Baumann. Von 1984 bis 1999 gehörte Rüeger der Redaktion der Schweizer Illustrierten an. Für das im Jahr 2004 entstandene Buch Heb Sorg erhielt Rüeger den literarischen Anerkennungspreis des Kantons Zürich.

## Werke

### Bücher
- Auto-Radio Schweiz. Heiterer Führer für Strassenbenützer. Mit Illustrationen von Scapa. Benteli, Bern 1968.
- Der Witz der Schweizer. Gesammelt und aufgezeichnet von Max Rüeger. Desch, München 1971; Herbig, München 1986.
- Irlands Pferde. Bildband (Text mit Hanspeter Meier). Hallwag, Bern 1975.
- Winterland Schweiz. Eine Winter-Fantasie. (mit Ernst Fretz). AT, Aarau 1979.
- Heb Sorg. Verse, Lieder, Chansons. Vorwort von Peter Zeindler. Altberg, Richterswil 2004, ISBN 3-9521782-3-3.
- Das wär’s. Die letzten Verse. Vorwort von Heinz Lüthi. Altberg, Richterswil 2009, ISBN 978-3-9521782-6-3.

### Tonträger
- 16x Max Rüeger. Samstag-Verse aus der Radioreihe «Spott + Musik». Musikalische Zwischenspiele von Emil Moser. LP, Pick 1973